# Paolo Petrocelli
Pour les articles homonymes, voir Petrocelli.
Paolo Petrocelli (né le 15 octobre 1984 à Rome) est un gestionnaire culturel italien. Depuis 2023, il est directeur de l'Opéra de Dubaï aux Emirats Arabes Unis,.

## Biographie
Paolo Petrocelli est titulaire d'un doctorat en économie, marketing et créativité de l'Université libre des langues et de la communication de Milan et d'un Executive MBA de la SDA Bocconi School of Management ; il est diplômé en violon du conservatoire Sainte-Cécile de Rome, diplômé en littérature à l'université de Rome « La Sapienza » et en musique à l'Université du Middlesex de Londres. Petrocelli était chercheur à l'université Yale et au MIT Media Lab. Depuis 2020, il est chercheur associé au metaLAB de l'université Harvard.
Il est le fondateur et président d'EMMA for Peace (Euro-Mediterranean Music Academy), une organisation non gouvernementale pour la promotion de la diplomatie musicale entre l'Europe et le Moyen-Orient (président d'honneur, Riccardo Muti),.
De 2020 à 2022, Petrocelli occupe le poste de directeur général de l'Académie Stauffer à Crémone,. En 2023, Petrocelli est nommé directeur de l'Opéra de Dubaï aux Emirats Arabes Unis.

## Distinctions
En 2022, il est sélectionné par le think tank Friends of Europe parmi les 40 jeunes personnalités les plus influentes d'Europe et nommé European Young Leader. La même année, il est inclus dans la liste des 40 meilleurs talents italiens de moins de 40 ans au magazine Fortune, en tant que premier responsable culturel à être sélectionné.

## Publications
- (it) Il fascino di una voce fievole: William Walton e il concerto per violino e orchestra in Inghilterra tra il 1900 e il 1940, Rome, Aracne, 2012 (ISBN 9788854847828).
- (it) I teatri d'opera in Medio Oriente e Nord Africa, Rome, Carocci Editore, 2019 (ISBN 9788843098569).
- (en) The Evolution of Opera Theatre in the Middle East and North Africa, Newcastle upon Tynem, Cambridge Scholars Publishing, 2019 (ISBN 9781527539785).
- (en) The Resonance of a Small Voice: William Walton and the Violin Concerto in England between 1900 and 1940, Newcastle upon Tynem, Cambridge Scholars Publishing, 2010 (ISBN 9781443817219).